# LVL UP
LVL UP — американський Lo-fi гурт із міста Парчейс, Нью-Йорк, США, створений в 2011 році. Останній концерт гурту відбувся 28 вересня 2018 року в Нью-Йорку.

## Історія
Гурт LVL UP був створений в 2011 році у коледжі Університет Нью-Йорка в Перчейзі (State University of New York at Purchase).
Учасники гурту: Нік Корбо, Майк Каріді, Дейв Бентон, Бен Сміт.
Початковою метою проекту був випуск спліт-касети з тодішнім сольним матеріалом Ніка Корбо. Натомість вони випустили свій дебютний альбом Space Brothers на лейблі Evil Weevil Records як гурт LVL UP. Одразу після цього, для проведення першого концерту групи був запрошений ще один учасник, Грег Руткін. Сміт покинув гурт з особистих причин безпосередньо перед випуском другого альбому Hoodwink'd, який вийшов на незалежному лейблі Каріді та Бентона, Double Double Whammy, та лейблі Exploding in Sound.
У 2016 році лейбл Sub Pop випустив третій альбом гурту, Return to Love. Альбом отримав схвальні відгуки і порівнювався з роботами гуртів Dinosaur Jr. та Pavement.
11 червня 2018 року гурт оголосив про завершення проекту після проведення осіннього туру. Їх останній концерт відбувся 28 вересня 2018 року в Нью-Йорку.

## Учасники гурту
- Майк Каріді (Mike Caridi) — гітара, вокал
- Дейв Бентон (Dave Benton) — гітара, вокал
- Нік Корбо (Nick Corbo) — бас, вокал
- Грег Руткін (Greg Rutkin) — ударні
- Бен Сміт (Ben Smith) — гітара

## Дискографія
Студійні альбоми
- Space Brothers (2011)
- Hoodwink'd (2014)
- Return to Love (2016)

Мініальбоми
- Extra Worlds (2013)
- Three Songs (2015)

Спліти
- LVL UP / Porches 7" (2013)
- LVL UP / Krill / Ovlov / Radiator Hospital 7" (2014)
- LVL UP / Frankie Cosmos 7" (2018)